# Neutronium
Le neutronium est un terme populaire revêtant plusieurs sens. Il peut désigner un élément hypothétique de numéro atomique 0. Il peut également renvoyer à un état extrêmement dense de la matière qui ne peut exister que sous les énormes pressions qu'on retrouve au cœur des étoiles à neutrons ; c'est un état de la matière dont plusieurs aspects sont actuellement mal compris.
Le terme n'est pas utilisé dans la littérature astrophysique officielle pour des raisons expliquées plus loin, mais apparaît régulièrement dans la science-fiction. En dépit de l'extrême instabilité du neutronium à des pressions normales, les auteurs de science fiction le décrivent souvent comme un matériau stable.

## Formation du neutronium
Lorsqu'une étoile massive en fin de vie accumule un cœur de fer dont la masse excède la limite de Chandrasekhar, le cœur s'effondre sur lui-même à cause de la gravité trop intense et produit une explosion de supernova de type II. La séquence d'événements menant à l'explosion d'une supernova est plus compliquée que ce qui est résumé ici, mais mentionnons pour simplifier que l'effondrement du cœur survient lorsque la résistance des nuages d'électrons qui entourent les noyaux de fer est surpassée par l'intensité de la gravité. Les noyaux des atomes de fer chutent alors vers le centre de l'étoile et s'écrasent les uns sur les autres en quelques secondes, ce qui fait passer les dimensions du cœur de fer de l'étoile de plusieurs dizaines de milliers de kilomètres de diamètre à seulement 10–20 km. Ce faisant, les électrons du fer se combinent aux protons des noyaux (car ils sont maintenant en contact) et relâchent des neutrinos:
électron + proton → neutron + neutrino
Cet effondrement brutal entraîne les couches supérieures de l'étoile vers le cœur, qui expulse une onde de choc à 10-20 % de la vitesse de la lumière lorsque les noyaux qui le composent "rebondissent" les uns sur les autres à la fin de l'effondrement. Cette puissante onde de choc éjecte les couches supérieures de l'étoile, dont une partie se retrouve en plus surchauffée par le rayonnement de neutrinos. Ce sont ces couches sphériques surchauffées, très brillantes et en expansion, qui confèrent à la supernova sa formidable luminosité. Au centre de cette cataclysmique implosion-explosion reste l'étoile à neutrons, une sphère brûlante et ultradense de neutronium.

## Caractéristiques du neutronium
Le neutronium a une densité de l'ordre de 1014 à 1015 grammes par centimètre cube. Une cuillère à thé de cette matière aurait une masse de 100 millions de tonnes. Ce matériau a été baptisé neutronium, parce qu'il est supposé être composé presque exclusivement de neutrons comprimés les uns sur les autres par la terrifiante pression exercée par l'intense champ gravitationnel d'une étoile à neutrons. Cependant, puisque les propriétés physiques d'un tel matériau sont largement inconnues, il est loin d'être certain que le centre d'une étoile à neutrons ne soit qu'une simple « soupe de neutrons ». Il est possible que le cœur d'une étoile à neutrons contienne une soupe de quarks libres ou d'hypérons lourds ; il est possible également que le matériau d'une étoile à neutrons subisse des transitions de phases sous lesquelles la matière, en fonction des températures et des densités rencontrées, arbore des propriétés radicalement différentes de celles auxquelles nous sommes accoutumés. On ne sait pas non plus comment le matériau d'une étoile à neutrons se comporterait si la pression exercée chutait subitement. À cause de toutes ces incertitudes (et d'autres) l'entourant, le neutronium est rarement mentionné comme une réalité bien comprise dans la littérature scientifique.

## Plus dense encore que le neutronium
Une limite existe au-delà de laquelle les neutrons ne peuvent plus supporter la pression exercée sur eux. Quand cette limite est franchie, l'étoile à neutrons s'effondre sur elle-même pour devenir un trou noir (une étoile intermédiaire entre l'étoile à neutrons et le trou noir existe peut-être, mais son existence reste contestée ; voir les articles sur les étoiles à quarks et les étoiles exotiques). La masse requise à l'effondrement de l'étoile à neutrons en trou noir n'est pas déterminée avec exactitude, mais on sait qu'elle se situe entre 2 et 3 masses solaires (Les méthodes de calcul actuelles se sont affinées depuis les années 1970, durant lesquelles les estimations mentionnaient plutôt de 7 à 8 masses solaires). Il est aussi possible que le cœur des étoiles à neutrons particulièrement massives contienne de la matière étrange, laissant à penser qu'il est possible de trouver toute une panoplie de formes de matières au cœur des étoiles à neutrons, en fonction de leur taille et leur masse.

## Neutronium en tant qu'élément
Le neutronium est un élément hypothétique constitué de neutrons et de numéro atomique 0, inventé par Andreas von Antropoff entre 1925 et 1926. Ne comportant pas de protons, il ne correspond donc pas à la définition classique d'un élément chimique.[réf. nécessaire] Le concept a été repris par William Draper Harkins et Louis de Broglie. Ce dernier l'a placé dans une version du tableau périodique avec le symbole Nn, à côté du neutrino.

## Utilisation dans la science-fiction
Dans la série Stargate, le neutronium est l'élément de base de la technologie des Asgards ainsi que des Réplicateurs.
La série Star Trek fait plusieurs fois allusion au neutronium, notamment dans l'épisode de la série originale La Machine infernale où un énorme vaisseau dévoreur de planètes est construit dans ce matériau.
Dans la série de jeux Mass Effect, l'élément zéro correspondant au neutronium est la base des technologies prothéennes dont les humains se sont servis pour développer leurs propres technologies de voyage interstellaire.